# Racopilum laxirete
Racopilum laxirete är en bladmossart som beskrevs av Brotherus 1928. Racopilum laxirete ingår i släktet Racopilum och familjen Racopilaceae. Inga underarter finns listade i Catalogue of Life.